# Damn Small Linux
Damn Small Linux (abreviado como DSL) fue una minidistribución y LiveCD de GNU/Linux funcional y completa, basada en Knoppix pensada para funcionar en computadoras de la familia x86 con muy pocos recursos o antiguos, como los procesadores Intel 80486 y siguientes. Su tamaño reducido (50MB) consiguió mantener la esencia de Knoppix en un completo entorno de escritorio. Gracias a su pequeño tamaño, se pudo poner dentro de un CD de formato tarjeta o de una memoria USB y arrancar con esos medios en cualquier computadora.

## Aplicaciones
A pesar de su tamaño, Damn Small Linux contiene un gran número de aplicaciones, incluyendo el reproductor XMMS, un cliente FTP, un navegador web, un cliente de correo electrónico, una hoja de cálculo y un procesador de textos, tres editores (Nedit, nVi, Zile), Xpdf, Naim (AIM, ICQ, IRC), VNCviewer, un servidor y cliente de SSH/SCP, un cliente DHCP, PPP, PPPoE, Servidor Web, Servidor ftp, etc.
La siguiente es una lista de aplicaciones que usaba:
- Editores de texto: Beaver, Nano, Vim
- Administradores de archivos: DFM, emelFM
- Gráficos: MtPaint, xzgv (image viewer)
- Multimedia: gphone, XMMS with MPEG-1 and VCD support
- Office: SIAG (Hoja de cálculo), Ted (Procesador de texto) con corrector de ortografía, Xpdf(visor de documentos PDF)
- Internet:

Navegadores: Dillo, Firefox, Netrik
Sylpheed (Cliente)
naim (AIM, ICQ, y un cliente IRC)
AxyFTP (cliente de FTP,, BetaFTPD (un servidor FTP)
Monkey (servidor web)
Un cliente SMB
Rdesktop (cliente RDP), visor VNC
- Otras: DHCP client, SSH/SCP cliente y servidor; PPP, PPPoE, ADSL support; FUSE, NFS, soporte SSHFS; UnionFS; generic/Ghostscript soporte de impresora; PC card, USB, soporte Wi-Fi; calculadora, juegos, monitor de sistema; muchas herramientas desde línea de comandos...

También permitió instalar nuevos paquetes mediante synaptic o bien se puede activar apt de manera que podemos añadir cualquier aplicación que sea necesaria.

## Orígenes
Damn Small Linux (Linux condenadamente diminuto) fue originalmente concebido y mantenido por John Andrews , pero creció en un gran proyecto de la comunidad con varios contribuidores, especialmente Robert Shingledecker por la creación del sistema MyDSL, el Panel de Control DSL y mucho más.
A pesar de que Andrews en un principio basó DSL en Model K, una minidistro de 22 MB de Knoppix, DSL actualmente está basado en Knoppix, permitiendo una reedición y mejoras más fáciles.

## Características
DSL tiene incluidos scripts para la descarga e instalación del Advanced Packaging tool (APT) de Debian, y Synaptic, su GUI. Adicionalmente, Damn Small Linux permite la descarga directa de programas grandes como OpenOffice.org y el GNU Compiler Collection (GCC), de igual manera que programas más pequeños como Xmms por medio del sistema MyDSL, que permite a los usuarios la comodidad de la descarga e instalación de aplicaciones con un solo clic . Al 7 de diciembre de 2004 los servidores MyDSL albergan más de 200 aplicaciones, plugins y otras extensiones disponibles para la instalación.

## Opciones de arranque
Las opciones de arranque (Boot) también son conocidas como códigos de trucos (cheat codes). La detección automática de hardware puede fallar, o tal vez el usuario desee usar algo diferente a la configuración por defecto. Por este motivo, DSL permite al usuario introducir una o más opciones en el prompt antes de iniciar el sistema. Si el usuario no introduce ningún código, o ninguna tecla es pulsada antes de que se acabe el tiempo, DSL se iniciará con sus opciones por defecto. Estas configuraciones pueden afectar la autodetección y opciones de hardware. Varias opciones también afectan al GUI. La lista de códigos está disponible en los mirrors de Knoppix, y pueden ser vistos en el momento previo al boot.

## Idiomas (Teclados)
Para configurar un lenguaje diferente, para el teclado, al predefinido (los CD vienen en inglés por defecto), escriba la abreviación de su idioma en el prompt de boot. Para español, sería:
dsl lang=es

## El sistema MyDSL
Las extensiones MyDSL y sus servidores están cuidados y mantenidos por Ke4nt y hospedado por varias organizaciones, como Ibiblio y Belgium's Belnet. Hay dos áreas en los servidores MyDSL - regular y en pruebas. El área regular contiene extensiones que han sido probadas y consideradas suficientemente estables para el uso diario y está dividido en diferentes partes como Aplicaciones, Internet, Sistema, y UCI ( Universal Compressed ISO - extensiones en formato.uci que se montan en un árbol de directorios separado para ahorrar espacio en la RAM). El área Testing es para las extensiones recientemente recibidas que teóricamente funcionan, pero puede haber cualquier número de errores.

## Scripts
DSL está equipado con unos script que le permiten iniciarse de cinco maneras:
1. QEMU - DSL en linux
2. QEMU - DSL en Windows
3. Nativo - DSL desde el puerto USB
4. Nativo - DSL booteando desde CD
5. Nativo - DSL desde disquete

## Versiones
Versión Xbox (X-DSL)
Damn Small Linux también fue portado a Xbox, que fue posible dado sus bajos requisitos de memoria. Puede ser ejecutado como un LiveCD en una Xbox modificada o instalado a su disco duro. Automáticamente se iniciara con una GUI basada en X11, donde puede usar su controlador Xbox para mover el puntero del ratón y un teclado virtual para introducir texto. X-DSL tiene un escritorio basado en Fluxbox, con aplicaciones para correo electrónico, navegar por la web, procesar textos y reproducir música. Puede ser personalizado con nuevas aplicaciones descargando extensiones MyDSL. Esto le da la ventaja en uso de memoria sobre otros sistemas operativos Linux para XBOX, que usan más.
Otras Versiones
- Frugal.iso (mínimo) es básicamente equivalente a ejecutar la imagen comprimida del CD en una partición del disco duro (una instalación Knoppix poorman's) excepto porque carga con LILO por defecto. También tiene la posibilidad de asignar las opciones del boot y automatizar la recuperación de copias de seguridad. Para ahorrar memoria, está la opción de usar un /home y /opt persistentes en una partición.
- DSL-embedded (55 MB)
- Iso DSL-syslinux